# Cotu Morii, Iași
Cotu Morii este un sat în comuna Popricani din județul Iași, Moldova, România.